# مرفق لاعب الغولف
مرفق لاعب الغولف أو التهاب اللقيمة الأنسية للعضد (بالإنجليزية: Golfer's elbow أو Medial epicondylitis)، هو التهاب أوتار يصيب اللقيمة الإنسية داحل المرفق. تشبه الحالة هذه مرفق لاعب التنس إلى حد ما، ولكن يصيب الالتهاب في الأخير الوجه الخارجي للقيمة الوحشية.
يحتوي الساعد الأمامي على العديد من العضلات التي تشارك في قبض أصابع اليد وقبض ودوران الرسغ. تجتمع أوتار هذه العضلات معًا في غمد وتري مشترك ينشأ من اللقيمة الإنسية للعضد في مفصل المرفق. تصبح نقطة دخول الأوتار ملتهبة استجابةً لإصابة طفيفة أو دون سبب واضح على الإطلاق في بعض الأحيان.

## التشخيص
لتشخيص مرفق لاعب الغولف، قد يحرك الأطباء المرفق والمعصم بطريقة معينة. إذا تألم الشخص أو أشار إلى عدم القدرة على المقاومة من الجانب الإنسي، فقد يكون مرفق لاعب الغولف موجودًا. تُستخدم العلامات والأعراض المرئية للمساعدة في التشخيص الطبي.
يمكن استخدام التصوير الشعاعي والموجات فوق الصوتية والتصوير بالرنين المغناطيسي لتقييم السلامة الهيكلية للأنسجة المختلفة للمرفق وقد تساعد في إجراء تشخيص أكثر دقة.

## العلاج
تشمل العلاجات غير النوعية ما يلي:
- مضادات الالتهاب غير الستيروئيدية: الإيبوبروفين أو النابروكسين أو الأسبرين.
- استخدام الحرارة أو الثلج.
- دعامة أو حزام للمرفق لتقليل الضغط على لقيمة المرفق والحد من تحريض الألم وحماية المريض من حدوث ضرر إضافي.

قبل استخدام التخدير والستيروئيدات، يمكن اللجوء إلى معالج مهني لتجربة علاج محافظ. قبل أن يبدأ العلاج، يجب السماح للمفصل بالراحة، ويمكن استخدام الجليد والضغط والرفع؛ فهذا سيساعد على تقليل الألم والالتهاب. ستخفف الراحة من الانزعاج لأن مرفق لاعب الغولف قد يكون إصابة ناجمة عن فرط الاستخدام. يمكن اللجوء إلى استخدام جبيرة للمرفق للضغط، ويمكن وضع ضمادة على الناحية الأمامية الإنسية من الجزء القريب من الساعد. توضع الجبيرة بعد ثني المرفق بزاوية 30 – 45 درجة. قد تكون ضمادة المرفق النهارية مفيدة أيضًا لكونها ستحد من الضرر الإضافي للعصب.
يشمل العلاج مجموعة متنوعة من التمارين لتجديد العضلات والأوتار، كاستخدام تمارين التمديد والتقوية التدريجية للعضلات القابضة والمدورة. تبدأ التقوية ببطء باستخدام تمارين متساوية القياس وتتقدم إلى التمارين اللامركزية التي تساعد على توسيع نطاق الحركة إلى حيث كانت في السابق. بعد تمارين التقوية، يمكن وضع الثلج على المنطقة.
يمكن اللجوء إلى الأدوية المسكنة البسيطة، وبشكل أكثر تحديدًا، مضادات الالتهاب الفموية؛ فهذا سيساعد في السيطرة على الألم وأي التهاب. يعتبر حقن الستيروئيدات القشرية في وحول المنطقة الملتهبة من أكثر الإجراءات غزوًا. بعد التسبب في تفاقم الأعراض لمدة 24 إلى 48 ساعة، سيؤدي ذلك إلى تحسن الحالة في حوالي خمسة إلى سبعة أيام.[بحاجة لمصدر]

### الجراحة
قد يوصي الطبيب بإجراء جراحة في حال عدم تحسن الأعراض بعد مرور 6 أشهر. يعد التنضير الجراحي أو تنظيف المنطقة أحد أكثر العلاجات شيوعًا. يمكن تحرير العصب الزندي من الانضغاط جراحيًا أيضًا. ستتعافى الحالة إذا أجريت خطوات العلاج المناسبة، كالراحة ووضع الثلج وإجراء تمارين التمديد والتمارين التأهيلية. لن تتطور الحالة وصولًا إلى حقن الستيروئيدات القشرية إلا لدى القليل من الأشخاص، وأقل من 10٪ من الحالات ستتطلب تدخلًا جراحيًا. تنظير المفصل ليس خيارًا لعلاج مرفق لاعب الغولف.